# Delta King

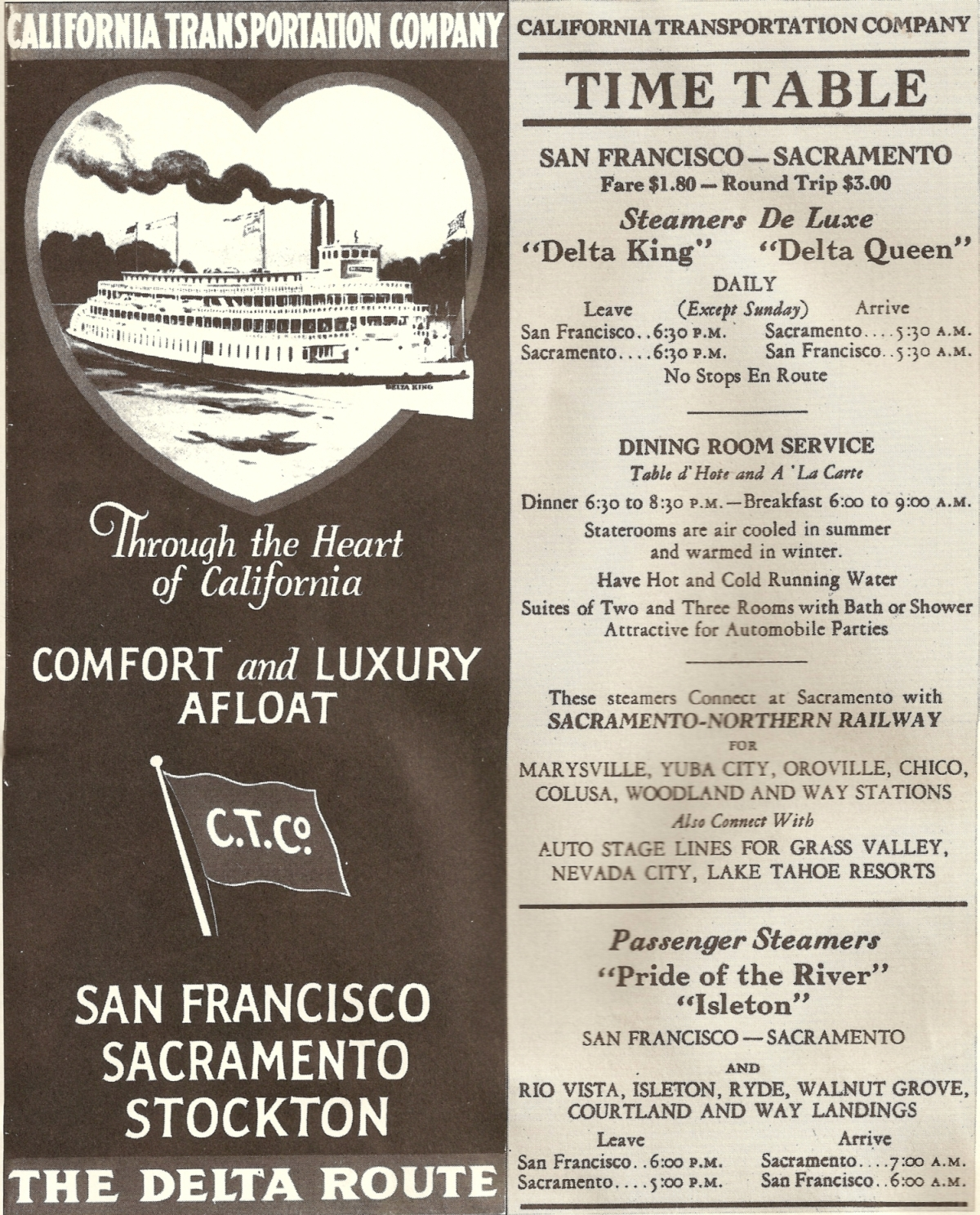
Fahrplan der Delta Queen und der Delta King bei der Eröffnung 1927

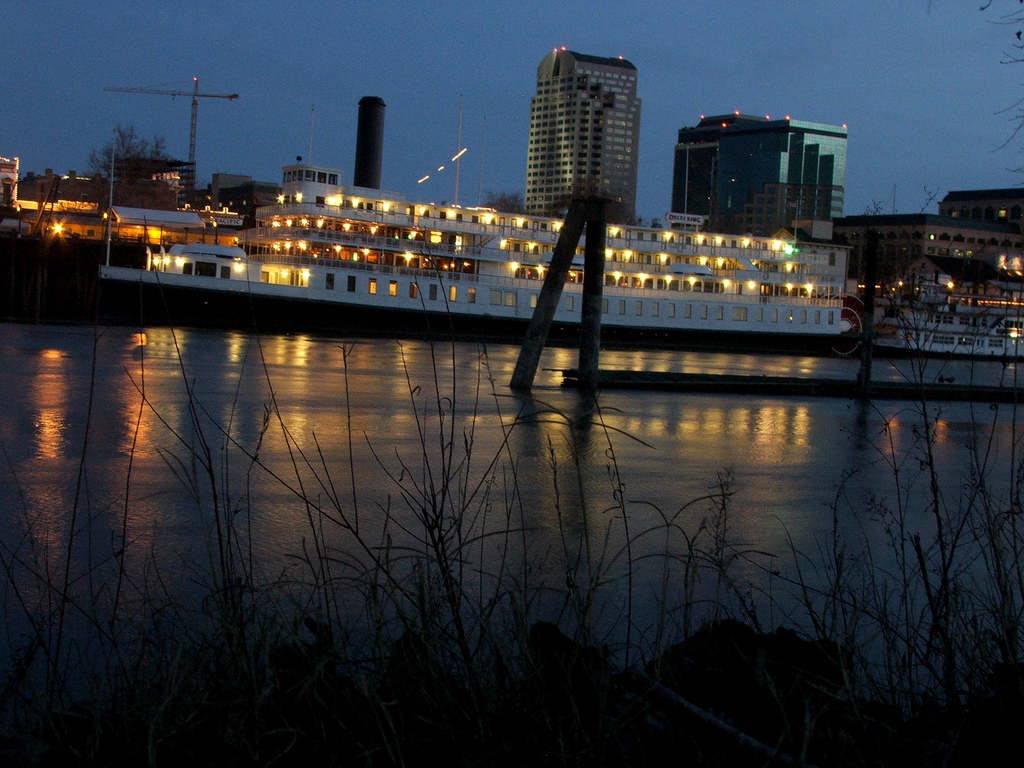
Die Delta King an der Sacramento Waterfront

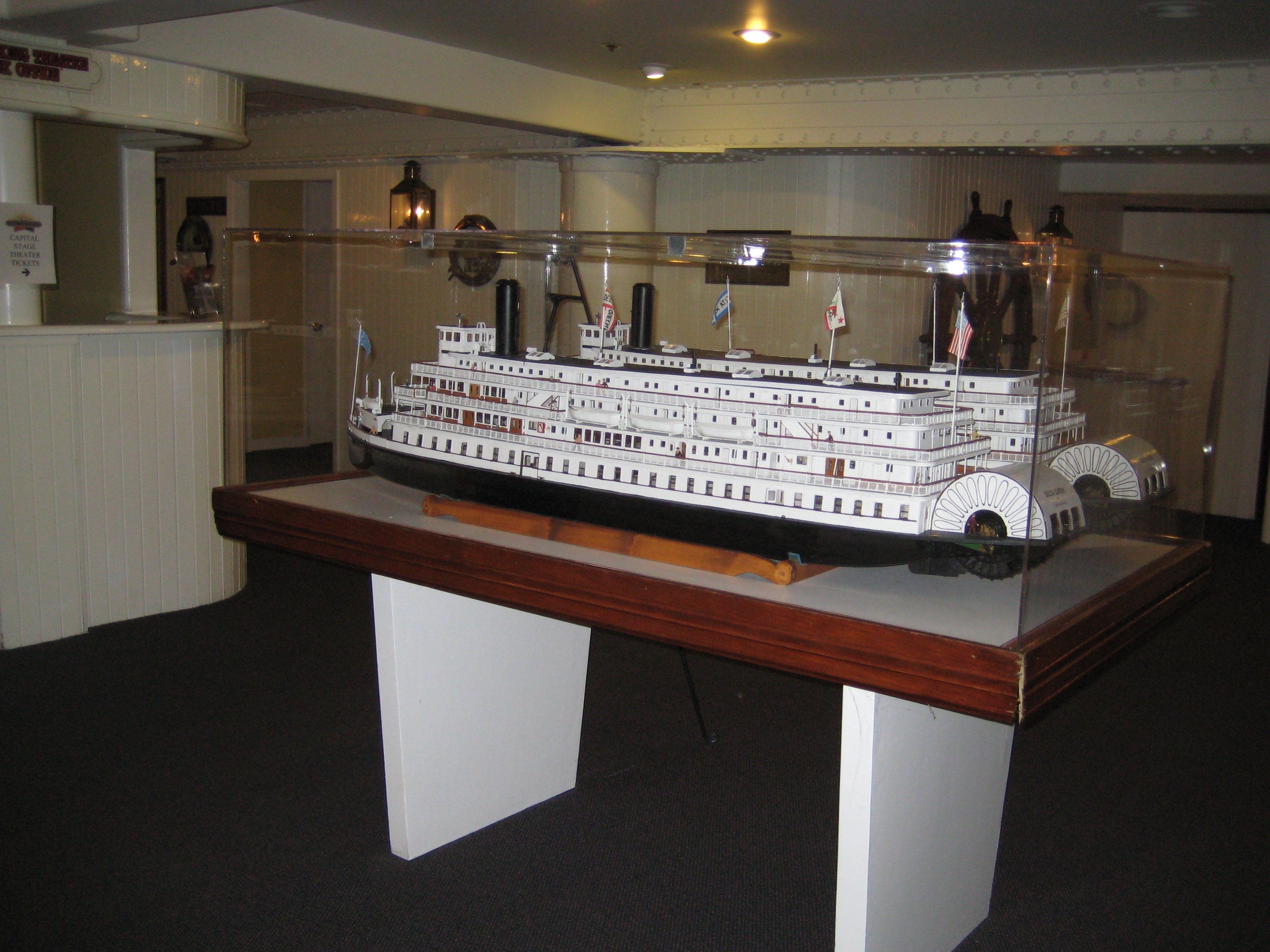
Modelldisplay der Delta King und Delta Queen im Hauptdeck (vorm. Frachtdeck)

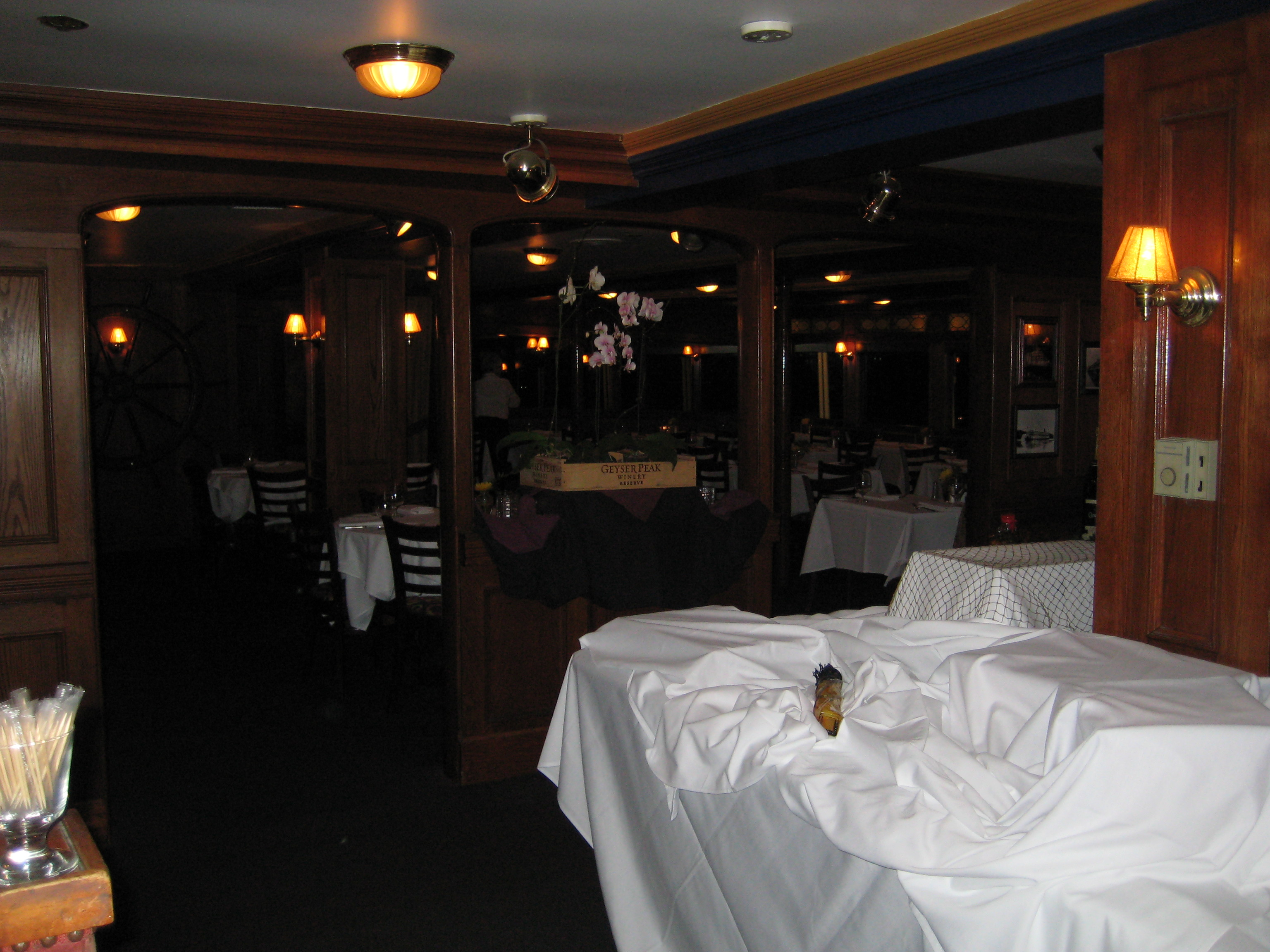
Der Speisesalon / Restaurant der Delta King

Die Delta King ist ein US-amerikanischer Heckraddampfer, der 1927 zusammen mit dem Schwesterschiff Delta Queen für den Liniendienst San Francisco – Sacramento eingesetzt wurde. Die Delta King liegt heute als fest installiertes Restaurant und Hotel an der Waterfront im Old Sacramento Historic District von Sacramento.

## Konstruktion
Der Schiffsrumpf besteht aus galvanisierten Stahlsegmenten, die auf der Werft William Denny & Brothers in Dumbarton vorgefertigt und in Stockton montiert wurden. Der Antrieb war eine Verbunddampfmaschine mit 3,05 m Hub und einer Leistung von 2000 PS, die bis heute im Schwesterschiff Delta Queen läuft. Das ursprüngliche Schaufelrad mit 28 Schaufeln hat einen Durchmesser von 8 m und eine Breite von 6,5 m. Die Steuerung erfolgte über vier Ruder vor dem Schaufelrad.
Die Delta King hatte vier Decks – ein Frachtdeck und drei Passagierdecks. Die oberen zwei Passagierdecks hatten 96 Kabinen mit für damalige Verhältnisse sehr luxuriöser Ausstattung. Der Decksaufbau wurde von der California Transportation Company in Stockton aus Holz gefertigt und aufwendig verziert und verkleidet.

## Geschichte

### Die 1920er und 1930er Jahre
Die Delta King und ihr Schwesterschiff Delta Queen – genannt die „Million Dollar Boats“ – wurden zwischen 1924 und 1927 im schottischen Dumbarton und in Stockton gebaut. Die beiden Binnenschiffe wurden von ihrem Eigentümer, der California Transportation Co., in Auftrag gegeben, um die Schiffe Fort Sutter und Capital City zu ersetzen. Sie lief am 9. Mai 1925 vom Stapel – die Aufbauten waren noch nicht komplettiert – und wurde am 20. Mai 1927 in Dienst gestellt.
Die beiden Schiffe verkehrten gegenläufig über Nacht auf der sogenannten „Delta Route“ zwischen San Francisco und Sacramento; diese Strecke führte über die Bucht von San Francisco und die Carquinez-Straße durch das Sacramento-San Joaquin River Delta und den Sacramento River.
Der Luxus der beiden „Riverboats“ waren ein Ausdruck der Goldenen Zwanziger; außerdem war es auf Grund des abgelegenen Deltas relativ einfach, die Prohibition zu umgehen.
Als jedoch Mitte der 1930er Jahre Brücken wie die Golden Gate Bridge, die Bay Bridge und die Carquinez-Brücke eröffnet wurden und damit den Autoverkehr von San Francisco in Richtung Norden und Osten entscheidend erleichterten, ging die Dampfschifffahrt rapide zurück, und die California Transportation Co. musste 1935 Insolvenz anmelden. Ab ungefähr diesem Zeitpunkt verkehrten die beiden Schiffe nur noch in der Sommersaison; die letzte reguläre „Delta Route“ wurde (obwohl zu dem Zeitpunkt nicht bekannt) am 29. September 1940 gefahren.

### Im Zweiten Weltkrieg
Nachdem der Zweite Weltkrieg begonnen hatte, wurden die beiden Dampfer von der United States Navy gemietet und als temporäre Kasernen auf Treasure Island eingesetzt. Im Herbst 1941 wurden sie der California Transportation Co. zurückgegeben und sollten in Stockton überholt werden. Auf Grund des Angriffs auf Pearl Harbor am 7. Dezember 1941 wurden die beiden Dampfer jedoch wieder von der Navy benötigt und zu Lazarettschiffen umgebaut, auf denen die in der Bay ankommenden Verwundeten versorgt wurden. Zu diesem Zeitpunkt wurden die beiden Schiffe auch von der Navy gekauft, die Delta King wurde als YHB-6 („Yard House Boat“ – „Wohnschiff“) geführt.
Als die Lazarettkapazitäten nicht mehr benötigt wurden, wurden sie als Militärfähren zwischen den verschiedenen Stützpunkten – Treasure Island, Alameda Naval Air Station, Fort Mason und San Francisco Pier – in der Bucht von San Francisco eingesetzt; dabei wurde die Registrierung nach YFB-55 („Yard Ferry Boat“ – „Fähre“) geändert.
Anfang 1946 wurden die beiden Schiffe vom Navyregister gestrichen und in die „Mothball-Fleet“ nach Suisun Bay überführt.

### Die 1940er und 1950er Jahre
Die Delta King wurde, wie auch die Delta Queen, von der Navy 1946 versteigert. Ursprünglich von der Southeast Asia Importing & Exporting Co. ersteigert, wurde die Delta King jedoch zurückgegeben, da das Angebot ungesehen gemacht wurde und man annahm, dass es sich um ein hochseetaugliches Schiff handelte.
Nach mehreren erfolglosen Auktionen, die eine Verschrottung immer wahrscheinlicher machten, wurde das Boot 1948 für 24.000 US$ von L. G. Wingard und Partner aus Seattle ersteigert. Das Boot sollte als schwimmende Fischkonservenfabrik in Alaska eingesetzt werden. Die Partnerschaft brach jedoch schnell auseinander, und die Delta King lag an einem Liegeplatz in Antioch.
Anfang 1952 wurde der King dann an Kitimat Constructors verkauft, eine Baufirma, die für Alcan die Stadt Kitimat (British Columbia) aufbauen sollte. Der Dampfer sollte – an Land gesetzt – als Unterkunft für Bauarbeiter, und gleichzeitig zur Wärme- und Energiegewinnung dienen. In Antioch wurde der Dampfer auf die Überführung vorbereitet, es wurden Dampfmaschine, Schaufelrad sowie sonstiges Gerät entfernt, jedoch die Dampfkesselanlage und Generatoren belassen. Am 15. April 1952 begann die Reise nach British Columbia, am 8. Mai lief der Schleppzug in den Douglas Channel ein. Mittels Fangedamm und Ausnutzung des Tidenhubs von teilweise 13 m wurde die Delta King an Land gesetzt und diente nun als Unterkunft und zur Stromerzeugung.
Ab 1958 stand genügend permanenter Wohnraum zur Verfügung und die Delta King wurde wiederum zum Verkauf angeboten. Am 2. März 1959 wurde das Schiff von John Kessel aus Stockton für 32.000 US$ gekauft, am 27. März begann die Reise nach Stockton, wo das Schiff am 30. April ankam.
Im Herbst 1959 wurde das Schiff für Aufnahmen zum Film „Abenteuer am Mississippi“ benutzt. Allerdings wird im Film – aufgrund des fehlenden Schaufelrades – der Dampfer nur von vorne und mit langer Brennweite gezeigt. Ein Schlepper auf der abgewandten Seite sorgte für Bewegung. Außerdem wurden, um Mississippi-gerecht zu erscheinen, zwei falsche Schornsteine aufgesetzt, der Originalschornstein wurde himmelblau gestrichen.

### Die 1960er und 1970er Jahre
Die 1960er Jahre begannen mit Reparaturarbeiten, der neue Eigentümer wollte das Schiff erst als Lodge, dann als schwimmendes Museum oder Nachtklub einsetzen. Aus nicht mehr nachvollziehbaren Gründen wurden 68 Luken nahe der Wasserlinie in den Rumpf geschnitten, die später eine tragische Rolle spielen sollten.
Außerdem gab es eine verwirrende Vielfalt von Gerichtsverfahren, Gutachten und Plänen für den Dampfer. Zum einen, weil ein gewisser Barney Gould, der die Delta King schon viele Jahre vorher kaufen wollte, einen Anspruch auf das Schiff erhob und zur Klage brachte, zum anderen verlor John Kessel nach und nach den Rückhalt seiner Investoren. Verschiedene Klagen wurden von Geschäften gegen die Eigentümer eingereicht, da Rechnungen nicht bezahlt wurden, mehr als einmal kam es fast zur Zwangsversteigerung. In dieser Zeit kamen der Dampfkessel sowie die Generatoren abhanden. Im Juli 1965 wurde der Dampfer für 247.683 US$ an Melvin Belli, einem berühmten Rechtsanwalt aus San Francisco, verkauft, der ankündigte, das Schiff als schwimmenden Ghirardelli Square zu nutzen. Allerdings verliefen auch diese Pläne im Sand, das Schiff blieb in Stockton, wobei die Aufbauten wegen mangelnder Pflege langsam verrotteten.
In der Zwischenzeit formierte sich eine Gruppe von Bewohnern in Sacramento, welche die Delta King als Prunkstück für die Waterfront wollten. Diese Gruppe, genannt Riverboat's Coming!, Inc. (RCI), kaufte vom Besitzer des Liegeplatzes einen Vollstreckungsbefehl über 14.000 US$, „kaperte“ das Schiff am 18. Juli 1969 von seinem Liegeplatz in Stockton (der Liegeplatzeitentümer hatte auch einen Räumungsbefehl mitgegeben) und schleppte es nach Sacramento. Dort wurde es am 25. Juli getauft, gleichzeitig wurde allerdings auch das Schiff von U.S. Marshals besetzt, nachdem der eigentliche Eigentümer Belli auf Piraterie geklagt hatte.
Die Besetzung durch Marshals hielt etwa 2 Wochen an, nachdem Belli „vergaß“ die Gebühren für den Bewachungsschutz zu bezahlen. Die RCI besetzte das Boot erneut, um Vandalismus vorzubeugen. An Wochenenden wurden von RCI Partys als Fundraising auf dem Boot organisiert, der Höhepunkt war das am 12. Oktober 1969 erstmals organisierte Sacramento Jazz Jubilee, ein inzwischen weithin bekanntes Jazz-Festival, das seither jährlich durchgeführt wird.
Allerdings musste das Boot 1973 für den Publikumsverkehr gesperrt werden, nachdem Brandschutzbestimmungen nicht erfüllt wurden, und die RCI (als Nichteigentümer) die notwendigen Reparaturen nicht durchführen konnte und wollte. Außerdem hatte schon 1971 ein United States District Court einen gewissen Gene Detgen als rechtmäßigen Eigentümer bestimmt – wobei nicht klar ist, ob dieser überhaupt existierte oder nur ein Strohmann zum Schutz vor Gläubigern war. So kam es, dass am 16. Februar 1974 die Delta King mit unbekanntem Ziel aus Sacramento geschleppt wurde.

Wie sich schnell herausstellte, versuchte der neue Eigentümer das Boot im Sacramento Delta in Collinsville in der Nähe von Antioch vor erneutem Zugriff zu verstecken, was allerdings gründlich misslang, da Zeitungen schon eine Woche später über den neuen Liegeplatz berichteten. Der Kapitän des Schleppschiffes sagte später: 

„Zu versuchen sie (die Delta King) zu verstecken war ungefähr wie als wenn man das Empire State Building verstecken wollte.“

Im neuen Liegeplatz, einem schmalen und seichten Kanal, saugte sich das Schiff bei Ebbe im Schlamm fest und lief bei Flut innerhalb kurzer Zeit bis zum Frachtdeck mit Wasser voll. Der Grund waren die schon erwähnten, niedrig sitzenden Luken. Taucher dichteten im Herbst 1974 die Luken ab und pumpten das Wasser heraus, das Schiff wurde nach Rio Vista geschleppt und dort vertäut.
Inzwischen kamen neue rechtliche Probleme auf die Eigentümer zu, die die Delta King als Prunkstück eines Wohngebietes auf Quimby Island angekündigt und dafür Anteilscheine verkauft hatten. Nachdem die Gesellschaft pleiteging, nahm die United States Securities and Exchange Commission die Ermittlungen auf, mit dem Ergebnis, dass die Delta King am 10. Februar 1979 öffentlich versteigert wurde. Das Höchstgebot wurde von M. K. Sun abgegeben, der Pläne für ein Restaurantschiff in San Francisco hatte. Das Schiff wurde nach Richmond geschleppt, wo es neben der Richmond-San Rafael Brücke einen Liegeplatz fand, während sich der Besitzer um die notwendigen Genehmigungen und Gutachten kümmerte.

### Die 1980er Jahre bis zur Gegenwart
1980 wurde die erste Hürde genommen, als man eine Genehmigung für einen Liegeplatz an der Waterfront in San Francisco bekam. Außerdem wurde die Delta King in den Hafen von Richmond geschleppt und am Lauritzen Channel vertäut.
1981 sollte zum tragischen Jahr für die Delta King werden. Anfang des Jahres verstarb der Eigentümer, damit hatte das Schiff erneut eine ungewisse Zukunft. Noch schlimmer kam es jedoch in der Nacht vom 3. zum 4. April 1981, in welcher der Bug aufgrund schlechter Vertäuung auf dem Pier aufsaß. Aufgrund der eintretenden Ebbe neigte sich das Schiff stärker und stärker, bis durch den Neigungswinkel Wasser über die niedrig liegenden Luken eindrang. Die Delta King kam im 8 bis 10 Meter tiefen Wasser zu liegen, das Wasser stand über dem Salondeck, nur die zwei oberen Decks ragten noch aus dem Wasser. Mehrere Versuche das Schiff zu heben schlugen fehl, bis es endlich am 24. Juni 1982 wieder schwamm. Nach fast 1 ½ Jahren im schlammigen Baywasser war die Delta King nun in einer erbärmlichen Verfassung.
Inzwischen hatten auch die Besitzer erneut gewechselt und der neueste Plan sah vor, es zu einem Teil des San Francisco Maritime National Historical Park zu machen und Time-Sharing der Kabinen sollte die Finanzierung sichern. Wie viele andere Pläne fielen auch diese Ideen – aus Geldmangel oder weil zugesagte Unterstützung von staatlicher oder kommunaler Seite ausblieben – buchstäblich ins Wasser.
Ein erneuter Anlauf wurde gemacht, das Boot in Sacramento in die Waterfront zu integrieren. Nach einigem Zögern der Stadtverwaltung von Sacramento wurde eine Erlaubnis für die Pier unterhalb der Tower Bridge in Sacramento gegeben, welche die beiden Schiffe in den 1920er und 1930er Jahren für ihre täglichen Fahrten nach San Francisco nutzten. Die „letzte Fahrt“ der Delta King (hinter einem Schlepper) begann am 26. Juli 1984.
Am neuen Liegeplatz wurde das Schiff gereinigt und die Restaurierung startete, während die Stadt Sacramento den endgültigen Liegeplatz in „Old Town Sacramento“ vorbereitete. Die Umbauten kosteten insgesamt 10,5 Mio. US$, am 20. Mai 1989 erfolgte die Neueinweihung.
Neben der Nutzung als Hotel befinden sich in der Delta King heute ein Theater, ein Restaurant, eine Bar mit Livemusik sowie verschiedene Tagungsräume. Sie ist populär für Hochzeiten und Betriebsfeste. Als Besonderheit kann das Steuerhaus mit Kapitänskajüte gemietet werden.